# 비자르
비자르(Bizzare)(본명:Rufus Arthur Johnson 출생:1976년 7월 5일 ~ )는 미국의 랩퍼이자, 힙합 그룹 D12에 멤버이다. 현재 디트로이트에 힙합 DJ이며, 클럽에 DJ를 맞고있다.
현재 셰이디 레코드/인터스코프 레코드 소속이다.